# Geoff Kabush
Geoff Kabush (nascido em 14 de abril de 1977) é um ciclista canadense. Ele representou o Canadá nos Jogos Olímpicos de Verão de 2012, em Londres, competindo no cross-country.